# Joseph Stewart Cottman
Joseph Stewart Cottman (ur. 16 sierpnia 1803, zm. 28 stycznia 1863) – amerykański polityk.
W latach 1851–1853 przez jedną kadencję Kongresu Stanów Zjednoczonych był przedstawicielem szóstego okręgu wyborczego w stanie Maryland w Izbie Reprezentantów Stanów Zjednoczonych.